# Dinamostadion (Boekarest)

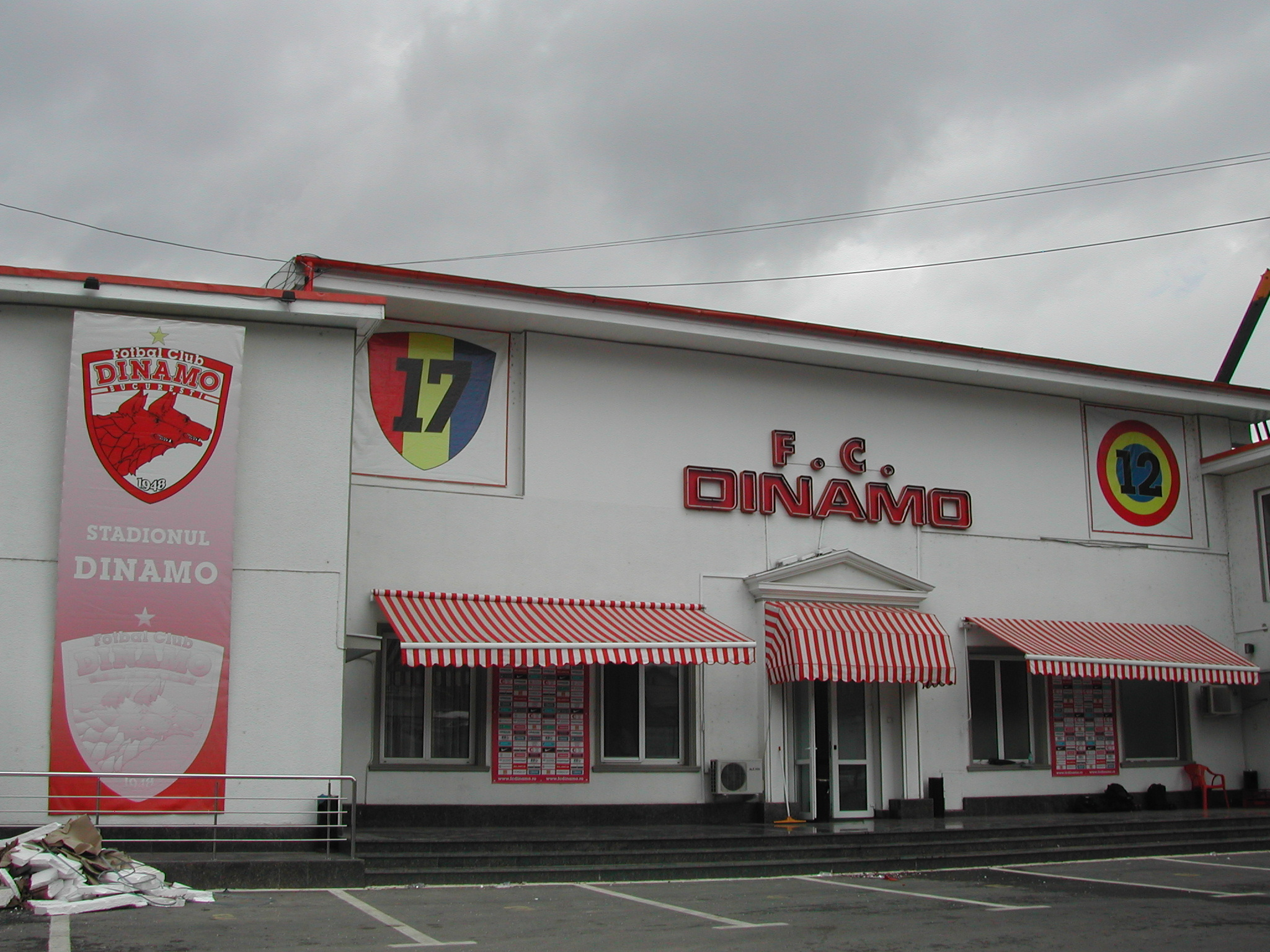
Hoofdingang

Het Dinamostadion (ook wel Ștefan cel Mare-stadion of kortweg Ștefan cel Mare genoemd) is een multifunctioneel stadion in de Roemeense stad Boekarest. Het wordt vooral gebruikt voor voetbalwedstrijden en is de thuisbasis van Dinamo Boekarest. Het stadion, dat werd gebouwd in 1956, biedt plaats aan 15.600 personen. 
In 2006 werd begonnen met de renovatie van het stadion met een de bouw van nieuwe vleugel aan het vip-gedeelte en de uitbreiding van het aantal staanplaatsen. Door een gebrek aan financiering is de renovatie nooit voltooid.